# Faculdade de Ciências Médicas da Santa Casa de São Paulo
A Faculdade de Ciências Médicas da Santa Casa de São Paulo (FCMSCSP) é uma instituição de ensino superior de São Paulo voltada ao ensino das ciências da saúde. Possui cursos de bacharel em Medicina (considerado como um dos melhores e mais tradicionais cursos do país), Fisioterapia, Enfermagem, Fonoaudiologia, Nutrição, Farmácia e Educação Física, além de cursos tecnológicos em Radiologia e Sistemas Biomédicos. Também oferece cursos de pós-graduação (especialização lato sensu), mestrado e doutorado (stricto sensu) e pós-doutorado. A faculdade é uma instituição de ensino particular, cuja mantenedora é a Fundação Arnaldo Vieira de Carvalho.

## História
A Irmandade da Santa Casa de Misericórdia de São Paulo, hospital-escola da instituição, foi o primeiro local a formar médicos e cirurgiões no estado de São Paulo, tendo sido o berço dos cursos de medicina da Universidade de São Paulo (USP) e da Escola Paulista de Medicina da Universidade Federal de São Paulo, mas seu ensino foi interrompido durante algumas décadas do século XX. Na década de 1950 o corpo docente da Santa Casa se mobilizou para organizar uma nova faculdade de medicina no local, a FCMSCSP, iniciando suas atividades acadêmicas em 24 de maio de 1963, dentro do hospital-escola da Santa Casa de Misericórdia de São Paulo (primeiro hospital da cidade de São Paulo).

## Situação atual
O ingresso na faculdade de Medicina, até 2016, era feito pela aprovação do candidato no concurso público (vestibular) da Fundação Universitária para o Vestibular (Fuvest), o mesmo que seleciona alunos para a Universidade de São Paulo, porém a partir do ano seguinte, o processo seletivo passou a ser responsabilidade da Fundação para o Vestibular da Unesp (Vunesp). Já os cursos de Enfermagem, Fonoaudiologia, Radiologia e Sistemas Biomédicos têm um processo seletivo exclusivo da faculdade.
A faculdade já formou mais de 3.500 médicos, além de 274 mestres, 114 doutores e 26 livres-docentes. Apresenta grupos de pesquisa científica, tanto nas áreas básicas quanto clínicas.
Em 2013, a Faculdade de Ciências Médicas da Santa Casa de São Paulo completou 50 anos de fundação. A maioria do seu corpo docente graduou-se na própria faculdade e, atualmente, existem 374 professores, sendo 284 (75,9%) doutores, 77 (20,6%) mestres e 13 (3,5%) especialistas, que lecionam para mais de 1.100 alunos dos cinco cursos de graduação, 200 alunos dos cursos de pós-graduação (stricto sensu) e 1.650 alunos de especialização (lato sensu).